# Steve Howe
Stephen James Willian John Howe (Londres, 8 de abril de 1947) é um músico inglês de rock progressivo, internacionalmente conhecido por seu trabalho como guitarrista da banda Yes. Considerado um dos melhores e mais influentes guitarristas de todos os tempos. Ele também já participou das bandas The Syndicats, Bodast, Tomorrow, Asia e GTR, além de já ter lançado 14 álbuns solo.

## Biografia

### As influências
Howe ganhou sua primeira guitarra aos doze anos tendo sido fortemente influenciado pela música clássica e por vários artistas como Wes Montgomery, Bill Haley, Les Paul e Jimmy Byant; mas sua maior influência foi Chet Atkins por sua técnica chamada chiken´picken, misturada ao estilo country de tocar, o qual Howe aprendeu sozinho e o incorporou em seus primeiros shows nos bares londrinos. Começou a tocar com sua primeira banda, The Syndicats, em 1964. Howe deixou o grupo após este ter lançado vários singles. Em seguida, juntou-se ao grupo The In Crowd, que mudou o nome para Tomorrow. Com esse nome lançaram dois singles e um álbum. O Tomorrow se separou em 1968 e Howe passou a integrar a banda Bodast, onde conseguiu sucesso considerável, mas a gravadora faliu antes que pudessem lançar o primeiro álbum. Após a experiência no Bodast. Chegou a fazer audições com o The Nice e com o Jethro Tull, mas sem o sucesso que esperava.

### A década no Yes
Por volta de 1970, os membros do Yes já tinham ouvido falar de Howe e decidiram convidá-lo para a banda, pois estavam insatisfeitos com o trabalho de Peter Banks. O primeiro álbum de Howe no Yes foi o The Yes Album, onde ele mostra todo sua técnica e feeling incomuns  em faixas como "Your Is No Disgrace" e "Starship Trooper" . O álbum Fragile, lançado em 1971, foi um grande sucesso comercial e definiu aquele estilo de som pelo qual Howe e o Yes seriam internacionalmente conhecidos. Mesclando seu incrível virtuosismo à habilidade de integrar vários instrumentos de corda em seus trabalhos complexos e intrincados. Dominando guitarras acústicas, elétricas, lap-steel guitars, banjos e bandolins, Howe soube se encaixar de modo único entre os hábeis bateristas Bill Bruford  e Alan White, o baixo vigoroso de Chris Squire, os vocais líricos de Jon Anderson e o tecladistas Rick Wakeman e Patrick Moraz entre outros. Howe também dividia os vocais do Yes, com Anderson e Squire, fazendo camadas sonoras de variações tonais e trazendo para o rock a o caráter sinfônico. Steve Howe utiliza muitas guitarras diferentes em seus trabalhos, mas durante sua estada no Yes, as Gibson ES-175 e ES-335 têm sido suas companheiras inseparáveis, assim como o sua guitarra acústica Martin. Durante o áureo período dos anos 1970, o Yes produziu músicas riquíssimas e de sonoridade ímpar. Entre as performances mais memoráveis de Howe, estão "Roundabout", "Siberian Khatru", "Close To The Edge", "The Clap", "Mood For A Day", "Awaken" e "Gates Of Delirium". Ao vivo, Howe crescia ainda mais, com solos estratosféricos capazes de hipnotizar até mesmo aos virtuosos membros da banda. Jon Anderson às vezes se referia a ele como "maestro". Para a maioria dos fãs do Yes, Steve Howe é um dos maiores guitarristas de todos os tempos, mais por sua musicalidade do que pelo seu virtuosismo.

### Do Asia até hoje
Howe permaneceu no Yes até 1980, quando formou a banda Asia junto a Geoff Downes, John Wetton e Carl Palmer. Deixou o Asia em 1983 e montou a banda GTR, em 1986, com o ex-guitarrista do Genesis, Steve Hackett. Após um rápido retorno ao Yes (entre 1989 e 1991), Howe se dedicou intensamente à sua carreira solo. Em 1991, participou das gravações do álbum Innuendo do Queen, tocando guitarra flamenca na faixa título. Em 1995 reuniu-se mais uma vez ao Yes. Até hoje (Julho de 2021) Howe faz parte do Yes e mesmo após tantos anos de trabalho em várias bandas, não pensa em parar de tocar. O trabalho musical de Steve Howe, elevou a sonoridade da guitarra elétrica a um nível jamais pensado e ele dedica boa parte de seu tempo ao instrumento. Howe tem uma coleção com mais de mil guitarras: Gibson archtops, semi-acústicas, double-necks, Fenders, Rickenbackers e muitos violões Martin raros, adquiridos ao longo dos anos e mantidos impecáveis até hoje. Howe publicou o livro "Guitar Quantum" com fotos e especificações técnicas de sua coleção. A Gibson, fabricante norte-americana de instrumentos, relançou o modelo ES-175 como a "Steve Howe Signature Model". Howe já revelou o desejo de construir um museu da guitarra. A sua técnica e criatividade são referências obrigatórias para os aficionados do instrumento.

## Discografia

### Álbuns solo
- Beginnings (1975)
- The Steve Howe Album (1979)
- Turbulence (1991)
- The Grand Scheme of Things (1993)
- Not Necessarily Acoustic (1994)
- Homebrew (1996)
- Quantum Guitar (1998)
- Pulling Strings (1999)
- Portraits of Bob Dylan (1999)
- Homebrew 2 (2000)
- Natural Timbre (2001)
- Skyline (2002)
- Masterpiece Guitars (com Martin Taylor) (2002)
- Elements (2003)
- Spectrum (2005)
- Remedy Live (2005)
- Homebrew 3 (2005)
- The Haunted Melody (2008)
- Motif (2008)
- Traveling (2010)
- Homebrew 4 (2010)
- Time (2011)